# Canton de Patay
Le canton de Patay est une ancienne division administrative française, située dans le département du Loiret en région Centre-Val de Loire.

## Composition
Le canton de Patay, d'une superficie de 202 km2, est composé de treize communes, dépendant désormais du canton de Meung-sur-Loire.
| Nom                     | Code Insee | Intercommunalité           | Superficie (km2) | Population (dernière pop. légale) | Densité (hab./km2) |
| ----------------------- | ---------- | -------------------------- | ---------------- | --------------------------------- | ------------------ |
| Boulay-les-Barres       | 45046      | CC de la Beauce Loirétaine | 12,45            | 948 (2014)                        | 76                 |
| Bricy                   | 45055      | CC de la Beauce Loirétaine | 12,66            | 557 (2014)                        | 44                 |
| Bucy-Saint-Liphard      | 45059      | CC de la Beauce Loirétaine | 17,84            | 200 (2014)                        | 11                 |
| La Chapelle-Onzerain    | 45074      | CC de la Beauce Loirétaine | 7,06             | 120 (2014)                        | 17                 |
| Coinces                 | 45099      | CC de la Beauce Loirétaine | 21,63            | 577 (2014)                        | 27                 |
| Gémigny                 | 45152      | CC de la Beauce Loirétaine | 14,17            | 218 (2014)                        | 15                 |
| Patay                   | 45248      | CC de la Beauce Loirétaine | 13,80            | 2 106 (2014)                      | 153                |
| Rouvray-Sainte-Croix    | 45262      | CC de la Beauce Loirétaine | 9,47             | 142 (2014)                        | 15                 |
| Saint-Péravy-la-Colombe | 45296      | CC de la Beauce Loirétaine | 18,96            | 734 (2014)                        | 39                 |
| Saint-Sigismond         | 45299      | CC de la Beauce Loirétaine | 14,93            | 286 (2014)                        | 19                 |
| Tournoisis              | 45326      | CC de la Beauce Loirétaine | 14,94            | 399 (2014)                        | 27                 |
| Villamblain             | 45337      | CC de la Beauce Loirétaine | 25,95            | 276 (2014)                        | 11                 |
| Villeneuve-sur-Conie    | 45341      | CC de la Beauce Loirétaine | 17,97            | 210 (2014)                        | 12                 |

## Représentation

### Conseillers généraux de 1833 à 2015
| Période                                  | Période      | Identité                       | Étiquette              | Qualité |
| ---------------------------------------- | ------------ | ------------------------------ | ---------------------- | --- |
| 1833                                     | 1852         | Aimé Sévin-Mareau              | Majorité ministérielle | Négociant, propriétaire Député (1830-1831, 1834-1846) Maire d'Orléans (1838-1842) Président du conseil général             |
| 1852                                     | 1858         | Simon Achille Gajon            |                        | Ancien notaire à Patay Propriétaire à La Challerie, Huisseau-sur-Mauves, conseiller d'arrondissement                       |
| 1858                                     | 1880         | Henri Gabriel Pétau-Grandcourt | centre droit           | Notaire Député (1871-1876) Conseiller municipal d'Orléans                                                                  |
| 1880                                     | 1898         | Edouard Verdureau (1835-1899)  | Républicain            | Médecin, conseiller municipal de Patay, conseiller d'arrondissement                                                        |
| 1898                                     | 1919 (décès) | Louis-Abel Daviau              | Rad.                   | Vétérinaire-sanitaire à Patay                                                                                              |
| 1919                                     | 1940         | Jean Decoux                    | Rad.                   | Médecin à Saint-Jean-de-Braye Conseiller municipal de Patay                                                                |
|                                          |              |                                |                        | |
| 1943                                     | 1945         | Louis Léger (1868-1946)        |                        | Minotier, ancien capitaine au 40e régiment d'infanterie territoriale Maire de Patay Nommé conseiller départemental en 1943 |
|                                          |              |                                |                        | |
| 1945                                     | 1973         | Lucien Perdereau               | DVD puis RI            | Agriculteur Maire de Bricy Sénateur (1951-1974)                                                                            |
| 1973                                     | 1992         | Yves Carreau                   | DVD                    | Enseignant à l'école des Beaux-Arts d'Orléans Maire de Patay (1971-1989)                                                   |
| 1992                                     | 2011         | André Marsy                    | DVD puis UMP           | Médecin Vice-Président du Conseil général du Loiret Maire de Patay jusqu'en 2008 Suppléant du député Serge Grouard         |
| 2011                                     | 2015         | Nicole Pinsard                 | DVD                    | Infirmière Maire de Boulay-les-Barres depuis 1995                                                                          |
| Les données manquantes sont à compléter. |              |                                |                        | |

### Résultats électoraux détaillés
- Élections cantonales de 2004 : André Marsy   (UMP) est élu au 1er tour avec 50,04 % des suffrages exprimés, devant Jean-Michel Picault   (FN) (21,44 %) et Hubert Ruyffelaere (PS) (18,75 %). Le taux de participation est de 66,87 % (2 791 votants sur 4 174 inscrits)[6].
- Élections cantonales de 2011 : Nicole Pinsard   (Divers droite) est élue au 2e tour avec 58,23 % des suffrages exprimés, devant Hubert Abraham   (Divers gauche) (41,77 %). Le taux de participation est de 51,25 % (2 170 votants sur 4 234 inscrits)[7].

### Conseillers d'arrondissement (de 1833 à 1940)
| Période                                  | Période | Identité                      | Étiquette          | Qualité |
| ---------------------------------------- | ------- | ----------------------------- | ------------------ | --- |
| 1833                                     | 1842    | Mathieu Pinsard père          |                    | Laboureur, propriétaire à Saint-Sigismond                                                                   |
| 1842                                     | 1848    | Adolphe Guyon de Guercheville |                    | Maire de Saint-Péravy-la-Colombe                                                                            |
| 1848                                     | 1852    | Simon Achille Gajon           |                    | Ancien notaire à Patay, propriétaire à La Challerie, Huisseau-sur-Mauves                                    |
|                                          |         |                               |                    | |
| 1877                                     | 1880    | Édouard Verdureau             | Républicain        | Médecin-inspecteur à Patay                                                                                  |
|                                          |         |                               |                    | |
| 1919                                     |         | Louis Faucheux                | Républicain modéré | Maire de Saint-Péravy-la-Colombe                                                                            |
|                                          |         |                               |                    | |
| ?                                        | 1940    | Marcel Huttepain              | Droite             | Propriétaire à Saint-Péravy-la-Colombe                                                                      |
| 1940                                     |         |                               |                    | Les conseils d'arrondissement ont été suspendus par la loi du 12 octobre 1940 et n'ont jamais été réactivés |
| Les données manquantes sont à compléter. |         |                               |                    | |

## Démographie

### Évolution démographique
En 2012, le canton comptait 6 835 habitants.
| 1962  | 1968  | 1975  | 1982  | 1990  | 1999  | 2006  | 2011  | 2012  |
| ----- | ----- | ----- | ----- | ----- | ----- | ----- | ----- | ----- |
| 6 444 | 5 780 | 5 633 | 5 311 | 5 410 | 5 705 | 6 708 | 6 883 | 6 835 |

### Âge de la population
La pyramide des âges, à savoir la répartition par sexe et âge de la population, du canton de Patay en 2009 ainsi que, comparativement, celle du département du Loiret la même année sont représentées avec les graphiques ci-dessous.
La population du canton comporte 54,3 % d'hommes et 45,7 % de femmes. Elle présente en 2009 une structure par grands groupes d'âge légèrement plus jeune que celle de la France métropolitaine. 
Il existe en effet 142 jeunes de moins de 20 ans pour cent personnes de plus de 60 ans, soit un indice de jeunesse de 1,42, alors que pour la France cet indice est de 1,06. L'indice de jeunesse du canton est également supérieur à celui  du département (1,1) et à celui de la région (0,95).
| Hommes | Classe d’âge | Femmes |
| ------ | ------------ | ------ |
| 0,4    | 90 ans ou +  | 1,5    |
| 5,6    | 75 à 89 ans  | 7,5    |
| 10,4   | 60 à 74 ans  | 10,8   |
| 16,7   | 45 à 59 ans  | 18,6   |
| 22,2   | 30 à 44 ans  | 22,9   |
| 26,4   | 15 à 29 ans  | 17,3   |
| 18,4   | 0 à 14 ans   | 21,4   |

| Hommes | Classe d’âge | Femmes |
| ------ | ------------ | ------ |
| 0,4    | 90 ans ou +  | 1,1    |
| 6,6    | 75 à 89 ans  | 9,5    |
| 13,4   | 60 à 74 ans  | 13,9   |
| 20,1   | 45 à 59 ans  | 20,0   |
| 20,3   | 30 à 44 ans  | 19,5   |
| 19,3   | 15 à 29 ans  | 17,7   |
| 19,9   | 0 à 14 ans   | 18,2   |